# Mike Dean (Schiedsrichter)

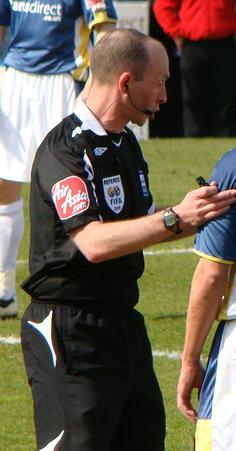
Mike Dean (2009)

Michael Leslie „Mike“ Dean (* 2. Juni 1968 auf der Halbinsel Wirral) ist ein ehemaliger englischer Fußballschiedsrichter. Seit dem Jahr 2000 war er bis zum Saisonende 2021/22 in der Premier League aktiv. Von 2003 bis 2012 pfiff er für die FIFA. Er gehörte der Cheshire County Football Association an.
Dean startete seine Schiedsrichterkarriere 1985, zunächst als Schiedsrichter in der Northern Premier League, dann als Assistent in der Football League 1995. 1997 wurde er Vollschiedsrichter.
Ende 2012 trat er als FIFA-Schiedsrichter zurück.
Sein letztes Spiel leitete er am 22. Mai 2022. Es war das 560. in der Premier League, während diesen er mehr als 2000 gelbe und 114 rote Karten vergab. Damit erreichte er den höchsten Schnitt an Verwarnungen und Platzverweisen im Vergleich mit all seinen Liga-Kollegen.